# Telephata cheramopis
Telephata cheramopis är en fjärilsart som beskrevs av Edward Meyrick 1916. Telephata cheramopis ingår i släktet Telephata och familjen stävmalar. Inga underarter finns listade i Catalogue of Life.